# Werle (Prislich)
Koordinaten: 53° 16′ N, 11° 41′ O
Werle ist seit 2004 Ortsteil der Gemeinde Prislich im Landkreis Ludwigslust-Parchim in Mecklenburg-Vorpommern.

## Geografie und Verkehr
Werle liegt im Südwesten Mecklenburg-Vorpommerns, etwa 6,5 Kilometer östlich des Amtssitzes Grabow, 1,5 Kilometer südlich von Zierzow und zwei Kilometer nördlich der Landesgrenze zu Brandenburg. Der Ort ist fast vollständig von landwirtschaftlichen Nutzflächen umgeben. Im Osten schließt sich ein Bökhorst genanntes Mischwaldgebiet an. Das bebaute Ortsgebiet liegt nach Westen leicht ansteigend auf einer Höhe von 34–38 Metern über dem Meeresspiegel. Zwei Kilometer südlich des Ortes verläuft der Meynbach, dessen östlicher Teil in die östlich von Werle fließende Tarnitz mündet.
Kreisstraßen verbinden Werle mit den umliegenden Orten, wie etwa Prislich, Zierzow und Balow. Ins brandenburgische Klein Warnow führt eine Verbindungsstraße. Eine direkte Straßenverbindung in den ehemaligen Werler Ortsteil Hühnerland wurde durch den Ausbau der Bahnstrecke Berlin–Hamburg, die in Mecklenburg keine Bahnübergänge mehr besitzt, um das Jahr 2000 gekappt. Anstelle dessen existiert heute eine Umfahrung über die Brücke bei Neese. Bahn- sowie Fernstraßenanbindung (Bundesstraße 5) bestehen in Grabow.

## Geschichte
Urkundlich wurde Werle 1356 erstmals erwähnt. Der Ort wurde als Sackplatzdorf angelegt und war einst in ritterschaftlichem Besitz. Vom ehemaligen Herrensitz zeugt heute nur noch die erhaltene Parkanlage. Als ehemaliges Bauern- und Gutsdorf mit Kollektivierungen nach Ende des Zweiten Weltkrieges war Werle bis 1990 landwirtschaftlich geprägt.
Mit Wirkung zum 13. Juni 2004 wurde Werle nach Prislich eingemeindet.

## Sehenswürdigkeiten
Die Kirche ist ein Feldsteinbau aus dem 13. oder der ersten Hälfte des 14. Jahrhunderts. Sie wurde 1719 um einen Fachwerkanbau erweitert, der Innenraum jedoch 1975 auf die ursprüngliche Länge gekürzt. Unter dem Anbau befindet sich die Gruft der Familie von Ditten. 1724 gestaltete man den Innenraum um, die flache Balkendecke erhielt dabei eine barocke Bemalung. Aus dieser Zeit stammt auch der Kanzelaltar. Ein an der Nordwand hängendes Holzkruzifix wurde wahrscheinlich aus der Vorgängerkirche übernommen. 1975 wurde die ehemalige, bleiverglaste Patronatsloge an die Westwand versetzt und seither als Winterkirche genutzt. Westlich der Kirche steht ein freistehender, metallener Glockenstuhl. Die Kirchenglocke trägt das Wappen der Familie von Ditten.

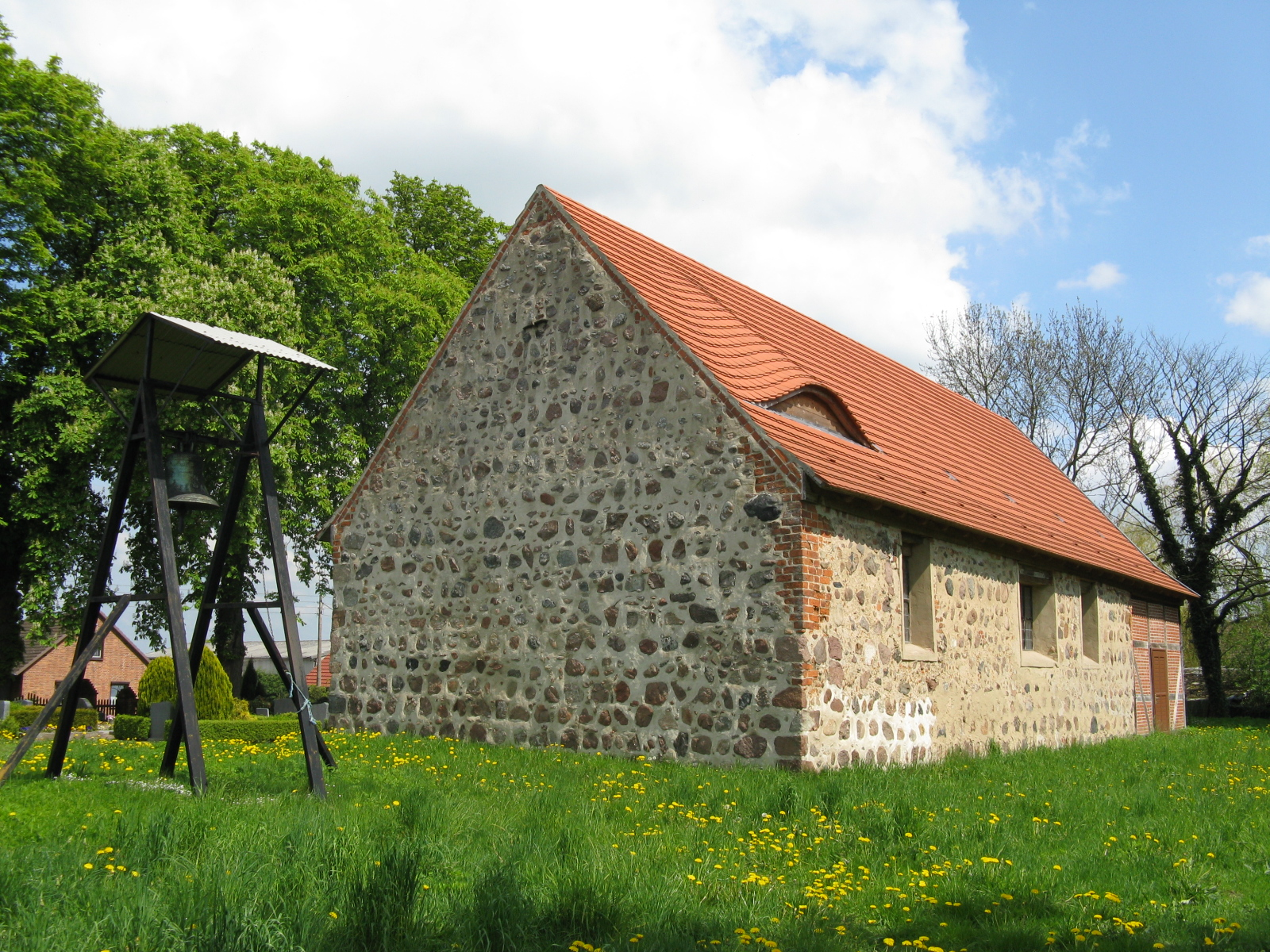
Feldsteinkirche in Werle
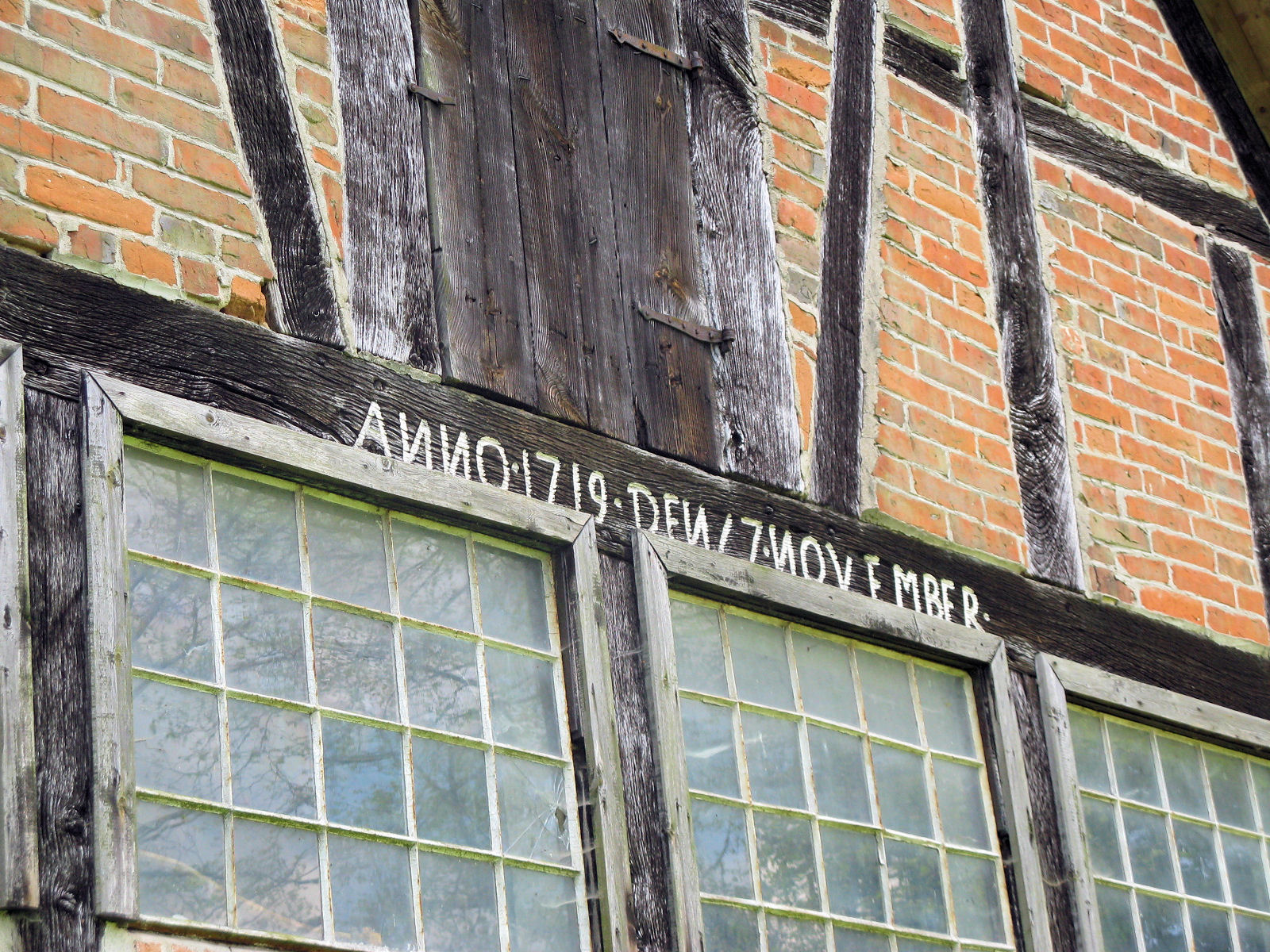
Inschrift in einem Fachwerkbalken des Anbaus
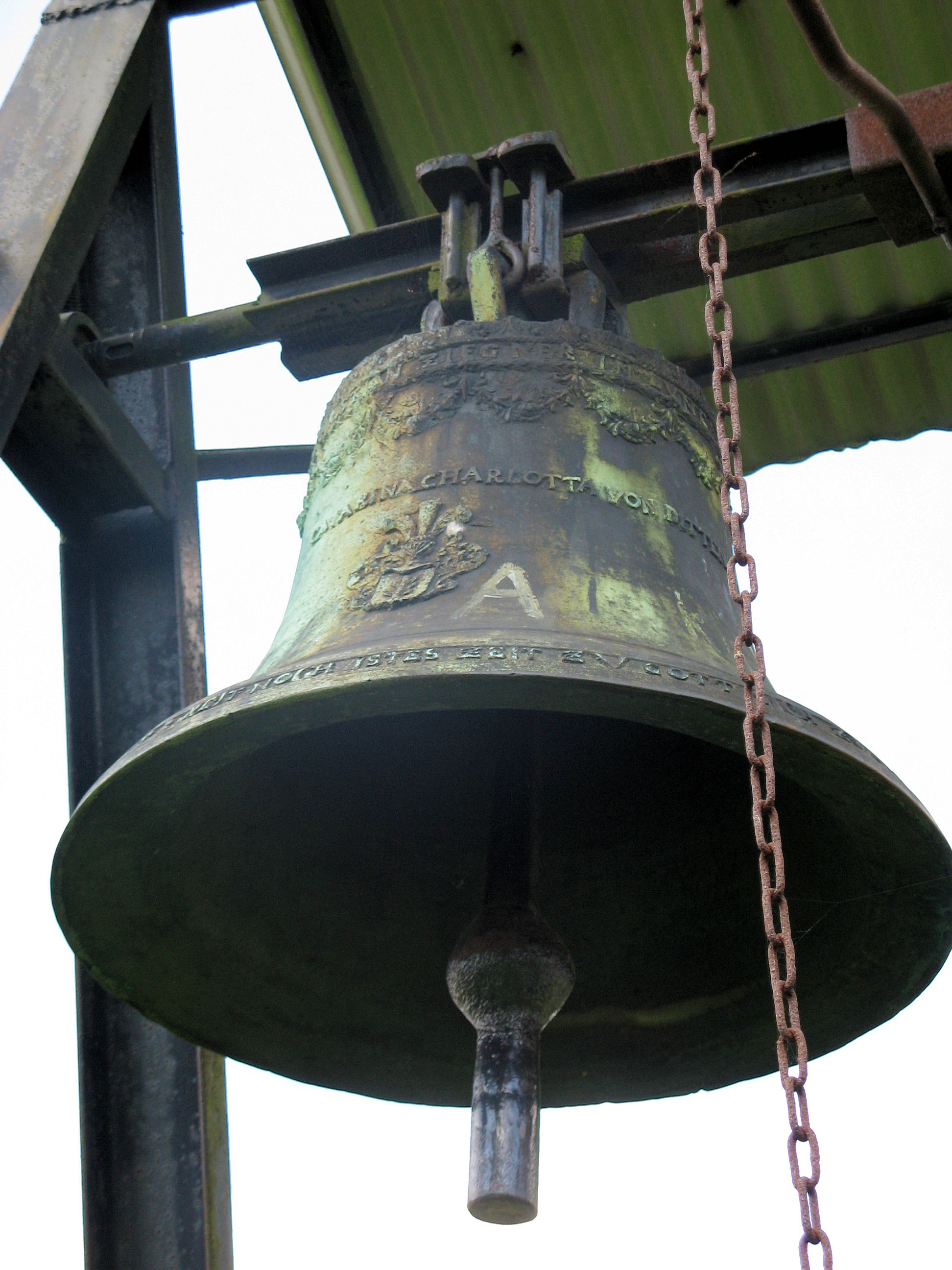
Kirchenglocke mit Familienwappen

Unter Denkmalschutz stehen im Ort ein Wohnhaus in der Fritz-Reuter-Straße, die Kirche mit Glocke und Friedhofsmauer und die ehemalige Schule.